# 포지 FC
포지 FC(Forge FC)는 캐나다의 축구단으로 온타리오주 해밀턴을 연고로 하고 있으며 캐나다 프리미어리그 최다 우승팀이다.

## 기록
- 캐나다 프리미어리그 우승: 2019, 2020, 2022

## 선수 명단

### 현역
참고: FIFA 자격 규정에 따라 소속된 국가대표팀 국기를 표시합니다. 선수는 복수의 FIFA 비회원국 국적을 가지고 있을 수 있습니다.
| 번호 | 포지션 | 국적 | 이름      |
| ---- | ------ | ---- | --------- |
| 10   | MF     |      | 카일 베커 |

| 번호 | 포지션 | 국적 | 이름 |
| ---- | ------ | ---- | ---- |